# Centaurea avilae
La centaurea de Gredos  (Centaurea avilae) es una planta herbácea de la familia de las compuestas.

## Descripción
Es una hierba perenne a través de rizomas. Tallos floríferos ascendentes de hasta 20(-30) cm de longitud, ramosos. Hojas blanquecino-verdosas en el haz y blanco-tomentosas en el envés, las inferiores pinnatisectas. Flores agrupadas en capítulos involucrados; brácteas del involucro con apéndices negruzcos que llevan una espina apical curvada; corola tubular de color púrpura. Fruto en aquenio con vilano. Florece en verano.

## Distribución y hábitat
Endemismo de la Sierra de Gredos en España, frecuente en fisuras soleadas del macizo central  y mucho más rara en el occidental. Habita entre los 1.800 m y los 2.000 m de altitud.
La hibridación con la especie de la zona montana Centaurea alba, está comprometiendo seriamente el futuro de este valioso endemismo

## Taxonomía
Centaurea avilae fue descrita por Pau  y publicado en Rev. de Montes 1909, n.º 782.
Citología
Número de cromosomas de Centaurea avilae (Fam. Compositae) y táxones infraespecíficos: 
2n=18
Etimología
Centaurea: nombre genérico que procede del griego kentauros, hombres-caballos que conocían las propiedades de las plantas medicinales.
avilae: epíteto geográfico que alude a su localización en Ávila.
Sinonimia
- Acosta avilae (Pau) Fern.Casas & Susanna	[4]